# 米德爾里弗鎮區 (明尼蘇達州馬歇爾縣)
米德爾里弗鎮區（英語：Middle River Township）是位於美國明尼蘇達州馬歇爾縣的一個行政鎮區。

## 地方資料
米德爾里弗鎮區的面積為91.39平方千米，皆為陸地。根據2020年美國人口普查的數據，當地共有人口80人，而人口密度為每平方千米0.88人。